# Fédération nationale chrétienne des Classes Moyennes
La Fédération nationale chrétienne des classes moyennes (FNCCM) est une organisation locale qui représente la petite bourgeoisie en Belgique durant l’entre-deux-guerres. Elle fait partie d’une coalition de différents groupes (LNTC/ACW, FCC/FKK et BBB/AAB) formant ensemble l’Union catholique belge, anciennement le Parti catholique. Son siège se situait à Malines.

## Contexte historique
Avant la guerre, la petite bourgeoisie constituait une classe peu organisée, elle était composée de petites entreprises et de petits commerces. Mais avec l’élargissement du droit de vote, cette classe moyenne prend plus de visibilité.
À cette époque, il y a dans la classe moyenne un sentiment de délaissement et de frustration, elle ne se sent pas représentée. En effet, il y a d’un côté la classe ouvrière qui possède son propre parti (le P.O.B.) depuis 1885, et qui profite d’une amélioration de sa condition. Et de l’autre, il y a la bourgeoisie qui bénéficie pleinement de la croissance à la suite de la reprise économique des années 1890. Ce sont les intellectuels et les hommes politiques catholiques qui vont encourager les petits bourgeois à s’associer afin de former une organisation puissante. L’augmentation de ces intellectuels catholiques, qui considèrent la classe moyenne comme indispensable au maintien de l’équilibre social, va renforcer la cohésion de cette classe. Face à ce sentiment d’être négligée et face à l’encouragement des intellectuels catholiques, la classe moyenne va commencer à s’organiser et cela va renforcer le « sentiment d’appartenance à un ensemble social qui se différencie très nettement de la classe ouvrière sans pour autant se confondre avec la bourgeoisie ». C’est alors par son opposition aux autres que la classe moyenne va trouver son unité.
C’est donc seulement vers la fin du XIXe siècle que vont commencer à apparaître des organisations pour la défense des intérêts professionnels et économiques des classes moyennes, « ces premières organisations apparaissent dans les grandes villes où se regroupent les patrons appartenant à la même profession ». Et il faudra attendre l’entre-deux-guerres avant de voir l’installation d’une véritable politique des classes moyennes.

## Création de la FNCCM
Pour contrer l’évolution politique du parti des ouvriers belges et à la suite de l'instauration du suffrage universel qui a mis en lumière la diversité sociale des électeurs catholiques, des organisations satellites au Parti Catholique se forment et sont nommées “les standen” du Parti catholique. Leur adhésion permet de rejoindre l’Union catholique. Elles sont le marqueur de l’évolution du paysage socio-politique belge.
Parmi ces organisations, on retrouve la Fédération nationale chrétienne des classes moyennes qui surgit en 1919, c’est un des plus faibles standen. Elle a été fondée par le prêtre Isidore Lambrechts. La FNCCM avait pour but de coordonner et de rassembler les classes moyennes locales. L'Union Catholique belge était convaincue de l'importance de ces classes au point de vue social et qu'il fallait leur venir en aide en améliorant leur condition, d'où la nécessité qu'elles s'organisent. Il existe trois autres standen : la ligue nationale des travailleurs chrétiens, le Boerenbond et la Fédération des Cercles catholiques et des associations conservatrices. Ces quatre organisations sont sur un pied d'égalité.
L'organisation des classes moyennes a longtemps été désordonnée, en particulier en Wallonie, en raison des différents groupes qui coexistaient. Il y a d'abord eu, dans les années 1920, l'Alliance nationale des classes moyennes chrétiennes, présente majoritairement en Flandre. Mais celle-ci fut concurrencée dès 1927 par l'organisation des classes moyennes dirigée par Fernand Van Ackere, le leader du mouvement des classes moyennes en Wallonie. C'est en 1953 que ces deux mouvements vont se mettre d'accord pour former ensemble la Fédération nationale des classes moyennes chrétiennes.
La FNCCM est une branche du parti social chrétien, né en 1945 à la suite de la Seconde Guerre mondiale. Avec la montée du Parti Catholique, un clivage linguistique apparaît. Ce qui causera la perte en puissance du Bloc Catholique, anciennement Parti Catholique. Mais, les standen continuent de se réunir pour offrir à leurs citoyens loyaux un programme. C’est ainsi que naît le Parti Social Chrétien (PSC). La fédération nationale chrétienne des classes moyennes ainsi que les autres organisations forment donc le PCS. Ce Parti Social Chrétien fut séparé en deux mouvements. Celui de gauche, qui comprenait le Mouvement Ouvrier Chrétien, et celui de droite, qui lui, comprenait les classes moyennes. Cependant, le Parti Social Chrétien, pendant que ces deux mouvements commençaient à prendre trop de place sur la scène politique, a décidé en 1982 de “mettre fin à leurs agissements.”.
Jusqu’à la formation du CDH, le parti social chrétien fait partie du gouvernement. Les organisations qui l’entourent n’y sont pas parties mais jouent un rôle important dans la vie politique du parti (nominations, compositions des listes électorales,...). La fédération nationale des classes moyennes fait encore longtemps partie des standen pour la partie francophone du parti.

## Activités
La FNCCM, comme les trois autres standen, dispose d’une grande autonomie dans la gestion des intérêts qu’elles représentent en vertu de l’article 3 du Statut de l’Union Catholique Belge. Elle a le libre choix de son organisation, cependant l’UCB lui demande de faire preuve d’un esprit d’union :
" Chacun des groupes associera, dans la mesure du possible, tous les membres de l’association à ses réunions d'ordre politique général ou même d'intérêt social particulier. Il les invitera, dans la mesure du possible, à ses fêtes et séances publiques, profitant de toutes les occasions pour établir entre les catholiques une collaboration fraternelle, qui doit être considérée comme l'un des plus sûrs et des meilleurs moyens d'assurer le triomphe de la cause à laquelle tous doivent se dévouer. "
Si les standen ne souhaite pas s'organiser de la sorte, l'UCB a prévu dans son statut cinq recommandations, inscrits sous forme de droits : 
" a. les catholiques ont le droit de se grouper, dans tous les arrondissements, suivant les intérêts ou les idées qui leur sont communs dans le cadre des groupements prévus par I'U.C.B. sans que cette initiative puisse être considérée comme attentatoire à l'Union du parti catholique;
b. ils ont le droit incontestable de développer leur activité de façon absolument autonome;
c. quelle que soit la forme actuelle de l'organisation politique d'un arrondissement, la création de pareils groupements doit être admise et même encouragée;
d. pareil groupement, sérieusement organisé a le droit de participer suivant les conditions à établir dans chaque cas, à la direction politique de la circonscription électorale;

e. un groupement, quelle que soit sa force numérique, n'a jamais le droit de prétendre diriger seul la politique, à l'exclusion des autres catholiques."
La FNCCM joue un rôle dans le fonctionnement de l’Union Catholique Belge. Elle envoie 3 délégués à l’assemblée générale de l’UCB, elle désigne aussi les délégués qui iront siéger au Comité directeur. De plus, la FNCCM peut se voir attribuer la présidence de l’UCB puisque c’est un membre d’un des 4 standen qui la préside l’Union successivement.

## Disparition de la FNCCM
Par la suite, l’Episcolat Belge se sentira quelque peu inquiet quant à la dispersion des catholiques qui s’opérait dans les différents standen. Ce dernier pensa à réorganiser, dès lors, les différents états sociaux (standen) en un seul parti reprenant toutes les forces catholiques de chaque standen. C’est ainsi que l’UCB va se réorganiser et se nommer le Bloc catholique (BC/KB) en 1936, ce dernier est composé d’un groupe wallon (le Parti Social Chrétien) et d’un groupe flamand (Katholieke Vlaamsche Volksparti). L’objectif est donc de rassembler toutes les classes sociales (ouvriers, classes moyennes, patronat et agriculteurs) sous une même structure unifiée.
Au lendemain de la Seconde Guerre mondiale, les différents politiciens catholiques continuent de se réunir pour ensuite former ce qui sera le Parti Social Chrétien. Ce dernier prend forme à travers “Le Manifeste du Parti Social Chrétien” et met fin aux activités du Bloc Catholique Belge le 20 mai 1945. Les anciens membres du BCB forment alors le nouveau PSC. Toutefois, ce nouveau parti est séparé en deux ailes linguistiques, qui, à la suite de l’éclatement de l’université catholique de Louvain, vont prendre quelques distances et ainsi former à eux seuls des partis : 
- Le Parti social-chrétien, dans lequel se trouve toujours les standen dont La Fédération Nationale Chrétienne Des Classes Moyennes
- Le Christelijke Volkspartij.

L’adhésion au parti ne se fait plus via les standen mais de manière individuelle. Cette réorganisation tend à faire disparaître la FNCCM.Néanmoins, les standen continuent d’avoir de l’influence puisqu’ils jouent un rôle sur la confection des listes électorales, la composition des organes du parti et la distribution des mandats. Le PSC-CVP “bénéficie alors de la force de ces standen comme point d’appui et comme base de recrutement, tandis que les standen peuvent compter sur le PSC-CVP comme relais politique capable de défendre leurs intérêts au plus haut niveau de l’État”. Cependant, en 1968, le PSC/CVP se divise en une branche francophone et une branche néerlandophone. Cette scission, due à l’affaire de Louvain, affecte les standen car le CVP ne conservera pas son lien avec ces organisations contrairement au PSC.